# لئونید آندریف
لئونید نیکلایویچ آندریف به روسی:Леони́д Никола́евич Андре́ев؛ ۲۱ اوت ۱۸۷۱–۱۲ سپتامبر ۱۹۱۹) یک نمایشنامه‌نویس و نویسندهٔ رمان و داستان کوتاه اهل روسیه بود که او را به عنوان پدر اکسپرسیونیسم ادبیات روسی می‌شناسند. او یکی از با استعدادترین و پرکارترین نمایندگان عصر نقره‌ای بود. سبک ادبی آندریف ترکیبی از عناصر مکاتب ادبی رئالیسم، طبیعت‌گرایی و نمادگرایی روسی است.
آندریف، از یک سو در بحبوحه بحران‌های اجتماعی و انقلاب‌های روسیه حضور داشت و از سوی دیگر در مسیر ایده‌ها و جریانات اجتماعی و ادبی مختلف قرار گرفته بود. او در دوره‌های مختلف زندگی اش با عقاید و افکار و تمایلات زیادی دست و پنجه نرم کرد. او تلنگری به همه مکتب‌های ادبی نوین زد و در راهی طولانی از رئالیسم به سمبولیسم، با در هم آمیختن این دو مکتب، طراوت و ظرافت خاصی به آثارش بخشید. او همواره به دنبال یافتن پاسخی برای پرسش‌های بی شمارش در زندگی از جمله سرنوشت، عشق، امید، زندگی، مرگ و غیره بود.

## زندگی
لئونید در اریول روسیه در یک خانواده طبقه متوسط به‌دنیا آمد. او در مسکو و سنت پترزبورگ به تحصیل حقوق پرداخت و پلیس-خبرنگار دادگاه مسکو شد. او هر روز بدون جلب هرگونه توجه خاص به انجام کارهای روزمره و محقری می‌پرداخت که به او سپرده می‌شد. آندریف در این دوره چند شعر نوشت و تلاش‌هایی برای انتشار آن‌ها کرد اما بسیاری از ناشران او را پس زدند. در سال ۱۸۹۸ اولین داستان کوتاهش «بارگاموت و گاراسکا» را در روزنامه کوریر مسکو منتشر شد. این داستان مورد توجه ماکسیم گورکی قرار گرفت و به آندریف توصیه کرد بر کار ادبی خود تمرکز کند. آندریف در نهایت از حقوق دست کشید و به سرعت به یک چهره ادبی مشهور تبدیل شد و این آغازی شد برای دوست دو نویسنده که تا سال‌ها برقرار بود. با کمک گورکی، آندریف به عضویت گروه ادبی سربا مسکو درآمد و بسیاری از آثارش در مجموعهٔ زنانیه گورکی منتشر شد.
اولین مجموعه داستان کوتاه و رمان کوتاه آندریف در سال ۱۹۰۱ به سرعت به فروش یک چهارم میلیون نسخه دست یافت و او را به یک ستاره ادبی در روسیه بدل کرد. داستان یکی بود، یکی نبود که در اولین مجموعه آثارش در سال ۱۹۰۱ به چاپ رسید، دغدغه نویسنده دربارهٔ موضوع مرگ و زندگی را به روشنی بیان می‌دارد. او عقیده دارد که مرگ، پایان حضور جسمانی هر انسان در این دنیا است، ولی زندگی همچنان پس از مرگ او و بدون او ادامه دارد. قهرمان اصلی داستان، لاورنتی پترویچ، سیمای انسان معاصر است که غرق در جسم خود بوده و از روح و روان خویش غافل مانده و در نهایت پشیمان می‌گردد.
آندریف در سال ۱۹۰۱ دیوار را منتشر کرد و در سال ۱۹۰۲ در مه و ورطه را به چاپ سپرد که پاسخی بود به سونات کروتزر اثر لئو تولستوی. این دو داستان به دلیل طرح بی‌پروای رفتار جنسی جنجال آفرین شد. بین سال‌های ۱۸۹۸ تا ۱۹۰۵ آندریف داستان‌های کوتاه بسیاری را در زمینه‌های مختلف منتشر کرد. علاقه خاص او به روان‌شناسی و روان‌پزشکی به او فرصتی برای کشف بینش و روان انسان و به تصویر کشیدن شخصیتهای به یادماندنی داد که بعدها به شخصیت‌های کلاسیک ادبیات روسیه تبدیل شدند.
آندریف در انقلاب اول روسیه شرکت فعال داشت و در بحث‌های سیاسی و اجتماعی به عنوان یک مدافع آرمان‌های دموکراتیک مشارکت می‌کرد. چند داستان او از جملهخنده سرخ (۱۹۰۴)، فرماندار (۱۹۰۵) و ماجرای هفت تنی که به دار آویخته شدند (۱۹۰۸) متأثر از این دوره هستند. با شروع سال ۱۹۰۵ او به نوشتن نمایشنامه‌های بسیاری برای تئاتر پرداخت. از جمله زندگی انسان (۱۹۰۶)، گرسنگی تزار (۱۹۰۷)، نقاب‌های سیاه (۱۹۰۸)، لعنت (۱۹۰۹) و روزهای زندگی ما (۱۹۰۹).در سال ۱۹۰۷ زندگی انسان توسط کنستانتین استانیسلاوسکی (در تئاتر هنری مسکو) و همچنین وسولد مایرهولد (در سنت پترزبورگ) دو تن از برجسته‌ترین کارگردانان تئاتر روسیه در قرن بیستم به روی صحنه رفت.
آثار دوران پس از انقلاب ۱۹۰۵ آندریف، اغلب نشان دهنده روحیه بدبینی مطلق و خلق و خوی نومید اوست. قدرت گرفتن شیوه‌های جدید ادبی مانند رشد سریع فوتوریسم روسی در آغاز دهه دوم قرن بیستم، شروعی بود برای از دست دادن شهرت آندریف.
پس از سال ۱۹۱۴ گذشته از نوشته‌های سیاسی، آندریف آثار کمی منتشر کرد. در سال ۱۹۱۶ او سردبیری بخش ادبی روزنامه «روسیه خواهد شد» را به عهده گرفت. او بعدها به حمایت از انقلاب فوریه پرداخت اما پیش‌بینی کرد به قدرت رسیدن بلشویک‌ها فاجعه‌بار خواهد بود. آندریف در سال ۱۹۱۷ به فنلاند نقل مکان کرد. او از خانه خود در فنلاند خطاب به جهانیان در برابر افراط بلشویک‌ها اعلامیه صادر می‌کرد. سال‌های آخر زندگی آندریف آرمانگرا و متمرد در فقر جانسوز گذشت و مرگ زودرس ناشی از نارسایی قلبی او ممکن است به سبب غم و اندوه بیش از حدش از نتایج انقلاب بلشویکی باشد. آخرین رمان او  خاطرات شیطان بود اما او قبل از به پایان رسیدن این کتاب درگذشت.
نمایشنامه‌های زندگی انسان (۱۹۱۷) و تجاوز به زنان سابین (۱۹۲۲)، او که سیلی می‌خورد (۱۹۲۲) و نفرت (۱۹۲۳) در ایالات متحده به روی صحنه رفتند. نسخه‌ای فیلم محبوبی که از نمایشنامه او به نام او که سیلی می‌خورد توسط استودیوی مترو گلدوین مایر در سال ۱۹۲۴ ساخته شد بسیار تحسین شد.
قاتل فقیر اقتباسی از داستان کوتاه «فکر» است که توسط پاول کوهوت در برادوی در سال ۱۹۷۶ ساخته شد.

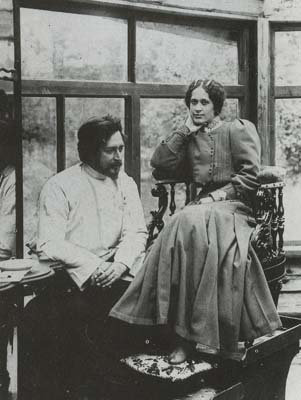
لئونید آندریف با آنا همسر دومش.

## خانواده
لئونید آندریف با الکساندرا ولیگرسکایا خواهرزادهٔ تاراس شوچنکو ازدواج کرده بود که بر اثر عفونت پس از زایمان در سال ۱۹۰۶ درگذشت. آنها دو پسر داشتند دانیل آندریف شاعر و عارف نویسندهٔ رزا میرا و وادیم آندریف که شاعر شد و در پاریس می‌زیست. در سال ۱۹۰۸ لئونید آندریف با آنا دنیسویچ ازدواج کرد و تصمیم به جدا کردن دو پسر کوچک از یکدیگر گرفت. وادیم را خود نگه داشت و دانیل را به خواهر الکساندرا سپرد.
اولگا آندریویچ کارلایل (متولد ۱۹۳۱) نویسنده و شاعر آمریکایی که مجموعه داستان‌های کوتاه «چشم‌انداز» را در سال ۱۹۸۷ منتشر کرده، نوه لئونید آندریف و دختر وادیم آندریف است.

## ترجمه فارسی
برخی از آثار او به زبان انگلیسی توسط توماس سلتزر ترجمه شده است. از لئونید آندریف به فارسی کتاب‌های خنده سرخ با ترجمه کاظم انصاری، صدای انقلاب با ترجمه نیما کوشیار و محکوم شدگان، یادداشت‌های شیطان، مترجم: حمیدرضا آتش بر آب از انتشارات علمی‌فرهنگی و فکر جنایت، مترجم: کاظم انصاری در نشر فردا ومنتشر شده است.
از دیگر ترجمه های حمیدرضا آتش بر آب میشود به: خنده سرخ، یادداشت های اینجانب، زندگی واسیلی، داستان هفت نفری که به دار آویخته شدند،  اشاره کرد که در انتشارات کتاب پارسه منتشر شده اند.

## یادداشت
1. ↑  Bargamot and Garaska - Баргамот и Гараська
2. ↑  Kurier
3. ↑  Знание
4. ↑  повести
5. ↑  Стена
6. ↑  В тумане
7. ↑  Бездна
8. ↑  The Kreutzer Sonata
9. ↑  Красный смех
10. ↑  Губернатор
11. ↑  Рассказ о семи повешенных
12. ↑  Tsar Hunger
13. ↑  Black Masks
14. ↑  Anathema
15. ↑  The Days of Our Life
16. ↑  Satan's Diary
17. ↑  The Life of Man
18. ↑  The Rape of the Sabine Women
19. ↑  He Who Gets Slapped
20. ↑  Anathema
21. ↑  Poor Murderer
22. ↑  Thought